# Serata Manzoni
Serata Manzoni è stata una trasmissione televisiva di Rai 1 trasmessa il 26 febbraio 1985 e prodotta in occasione del secondo centenario della nascita di Alessandro Manzoni.
La trasmissione, ideata e condotta da Beniamino Placido, aveva vari ospiti autorevoli tra i quali Camilla Cederna, Piero Bassetti, Giovanni Testori, monsignor Luigi Bettazzi e monsignor Antonio Riboldi. 
Placido era il narratore di una storia non solo letteraria, ma anche sociale, economica, attraverso le pagine dei Promessi Sposi, e conversava con i vari ospiti. Per sigla del programma fu scelta la scena iniziale del matrimonio fra Carlo d'Inghilterra e Lady Diana, quando la sposa venne accompagnata all'altare, evidente allusione ai promessi sposi del romanzo manzoniano.

## Edizioni
La Rai, nel cofanetto con quattro DVD de I promessi sposi, ha incluso la registrazione integrale della puntata.